# Rotenturm an der Pinka
Rotenturm an der Pinka (ungarisch Vasvörösvár, Vörösvár; kroatisch Verešvar; Romani Vereschvar) ist eine Marktgemeinde mit 1447 Einwohnern (Stand 1. Jänner 2025) im südlichen Burgenland. Sie ist die einzige dreisprachige Gemeinde Österreichs und ist vor allem bekannt für das historistische Schloss Rotenturm.

## Gemeindegliederung
Das Gemeindegebiet umfasst folgende drei Ortschaften (in Klammern Einwohnerzahl Stand 1. Jänner 2025):
- Rotenturm an der Pinka (972)
- Siget in der Wart (ung. Őrisziget) (296)
- Spitzzicken (kroat. Hrvatski Cikljin) (179)

Die Gemeinde besteht aus den Katastralgemeinden Rotenturm an der Pinka, Siget in der Wart und Spitzzicken.
Die Gemeinde ist dem politischen Bezirk Oberwart zugehörig.

### Nachbargemeinden
| Unterwart              | Stadtschlaining                             | Stadtschlaining |
| Unterwart              | Kompassrose, die auf Nachbargemeinden zeigt | Großpetersdorf  |
| Oberdorf im Burgenland | Mischendorf                                 | Jabing          |

## Geschichte

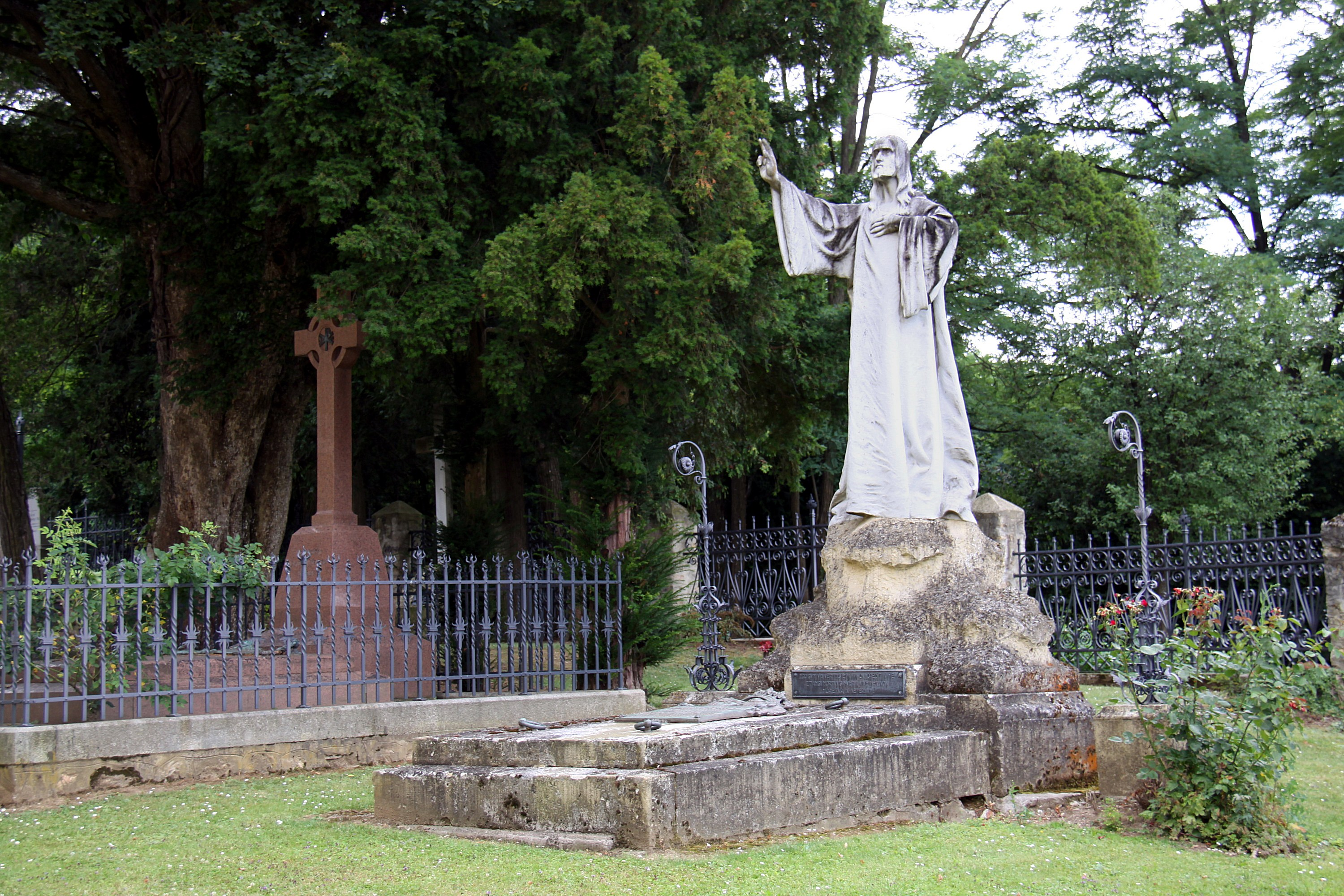
Grabstätte des Grafen Erdődy

Erstmals besiedelt war das heutige Ortsgebiet bereits zur Bronze- und Eisenzeit, wie Funde von Schwertspitzen, Streitäxten und häuslicher Gebrauchsgegenstände untermauern. Ende des 19. und Anfang des 20. Jahrhunderts wurden in dieser Region auch mehrere römische Gräber gefunden, aufgrund der Inschriften ließen sie sich auf die ersten nachchristlichen Jahrhunderte datieren. Jene Rotenturmer Urbevölkerung dürfte sowohl aus romanisierten Einheimischen (Pannoniern und Kelten) als auch aus Römern bestanden haben.
Bereits in karolingischer Zeit (um 860) dürfte sich eine Kleinsiedlung auf dem heutigen Gemeindegebiet etabliert haben, die erstmals in einer Schenkungsurkunde des ungarischen Königs Ludwig des Großen 1355 als Veresuarfelde urkundlich erwähnt wird. Dem ersten schriftlichen Nachweis des Ortes folgen schon bald weitere unter der Bezeichnung Castrum Veresuar und Castellum Veresuar, was nahelegt, dass sich bereits damals eine Burg im Ortsgebiet befunden haben dürfte.
1402 wird dem Ort von König Sigismund das Marktrecht eingeräumt. Aufgrund dieses Privilegs hatten die Bewohner der damaligen, mittelalterlichen Siedlung bedeutend mehr Rechte als Einwohner gewöhnlicher Dörfer. Der Marktflecken stieg zu einem Kommunikationszentrum und Handelsplatz auf, der erst ab 1841 an Bedeutung verlor, als auch Oberwart das Marktrecht verliehen bekam. Nachdem die Herrschaft über das Gebiet 1424 an das deutsche Adelsgeschlecht der Ellersbacher verpfändet worden war, bauten diese die in Verfall geratene Burg wieder auf. Unter der Herrschaft der Ellersbacher findet sich auch die erste urkundliche Erwähnung des deutschen Namens Rotenturm (1456).
Nach einem kurzen Zwischenspiel durch den Primas von Ungarn, Tamás Bakócz, und eine Verpfändung an die reformierte Grafenfamilie Zrinyis (wodurch auch die Untertanen evangelisch sein mussten) kam das Gebiet Anfang des 17. Jahrhunderts endgültig in den Besitz des ungarischen Magnatengeschlechts Erdődy. Diese leitete die Rekatholisierung der Ortsbewohner ein, entfaltete eine rege Bautätigkeit und lenkte die Geschicke des Ortes für die nächsten Jahrhunderte. Politisch befand sich die Familie stets auf Seiten der Habsburger. Hervorzuheben ist Graf Stefan Erdődy (1812–1896), ein großer Diplomat seiner Zeit. Er vermittelte während der Revolutionswirren 1848/49, vertrat Ungarn beim ungarisch-kroatischen Ausgleich von 1867 und arbeitete auch noch später bei diversen Delegationen der k.u.k.-Monarchie.
Er war es auch, der 1864 das heutige Schloss Rotenturm nach Plänen Anton Webers, einem Schüler Pietro Nobiles an der Wiener Akademie, im maurisch-byzantinischen Stil erbauen ließ und die Parkanlage mit Teich, wie wir sie heute kennen, anlegen ließ. Sein Sohn Julius von Erdődy tat sich als Förderer des Gemeindewesens hervor: Auf seine Initiative wurde die Freiwillige Feuerwehr gegründet (1880), Rotenturm bekam eine Poststation (August 1881) und ein staatliches Matrikelamt.
Seit 1898 musste aufgrund der Magyarisierungspolitik der Regierung in Budapest der ungarische Ortsname Vasvörösvár verwendet werden. Der Erste Weltkrieg läutete schließlich das Ende der Herrschaft der Erdődys ein. 1917 starb Julius, sein Sohn Thomas war Sekretär und Adjutant Kaiser Karls I. und als solcher sowohl in die Affäre um die Sixtus-Briefe als auch in die gescheiterten Restaurationsversuche Karls nach der Ausrufung der Ersten Republik verwickelt. Er wurde des Landes verwiesen. Sein Bruder Ludwig blieb bis zu seinem Tod 1926 Schlossbesitzer, danach wurde der verbliebene Besitz der Erdődys versteigert, in den 1930ern war das Schloss auch kurze Zeit im Besitz des tschechischen Violinisten und Komponisten Jan Kubelík. Dieser soll beim Kauf des Schlosses sein ganzes Vermögen, das auf Grund von Konzerten auf allen Kontinenten, unter anderem einem Open Air Weihnachtskonzert in San Francisco mit bis zu 100.000 Besuchern, verloren haben. 1971 kam das Schloss schließlich in den Besitz des Landes Burgenland.
Der Erste Weltkrieg ging auch sonst nicht spurlos an Rotenturm vorbei: 33 Ortsbewohner ließen auf den Schlachtfeldern ihr Leben. Der Ort gehörte wie das gesamte Burgenland bis 1920/21 zu Ungarn (Deutsch-Westungarn). Nach Ende des Ersten Weltkriegs wurde nach zähen Verhandlungen Deutsch-Westungarn in den Verträgen von St. Germain und Trianon 1919 Österreich zugesprochen. Der Ort gehört seit 1921 zum neu gegründeten Bundesland Burgenland (siehe auch Geschichte des Burgenlandes). 1925 bekam die Marktgemeinde ihre endgültige Bezeichnung „Rotenturm an der Pinka“.
Auch die NS-Herrschaft und der Zweite Weltkrieg brachten dem Ort großes Leid. Mit dem „Gesetz über Gebietsveränderungen im Lande Österreich vom 1. Oktober 1938“ kam Rotenturm an das Land Steiermark, mit dem Ostmarkgesetz vom 14. April 1939 zum Reichsgau Steiermark. Am 7. November 1941 wurden 1000 Burgenlandroma vom Bahnhof Rotenturm in das „Zigeunerlager“ im Ghetto Litzmannstadt deportiert. Viele davon starben in wenigen Wochen an Seuchen und Unterernährung, die Überlebenden wurden Anfang 1942 ins Vernichtungslager Kulmhof überstellt und dort ermordet. In den letzten Kriegswochen wurde Rotenturm in das Kampfgebiet einbezogen. Die Rote Armee nahm die Ortschaft schließlich am 5. April 1945 ein und verwüstete sie teilweise. Bewohner wurden aus ihren Häusern vertrieben, die Schule und das Schloss zu Schlafstätten für die Rotarmisten umfunktioniert. Abseits der materiellen Schäden hatte Rotenturm 54 Gefallene beziehungsweise Vermisste zu beklagen.
In der Zeit nach 1955 wurde in der Gemeinde die Infrastruktur stetig verbessert, erwähnenswert seien hier beispielsweise die Erschließung neuer Bauflächen, die Errichtung einer neuen Volksschule, einer modernen Wasserversorgungsanlage, der Neubau des Feuerwehrhauses und der Ausbau des Sportplatzes.
Den vorläufigen Höhepunkt stellte die Eröffnung des neuen Gemeindehauses dar, anlässlich derer der Marktgemeinde am 11. Oktober 1992 ein Wappen verliehen wurde.

### Bevölkerungsentwicklung
Der deutschsprachige Bevölkerungsanteil macht 74,5 % aus, gefolgt von den Burgenlandungarn (vor allem in Siget) mit 16,8 % und den Burgenlandkroaten (vor allem in Spitzzicken) mit 7 %. Aufgrund der ethnischen Vielfalt der Gemeindebevölkerung bezeichnet sich Rotenturm auch als Europagemeinde.

## Kultur und Sehenswürdigkeiten

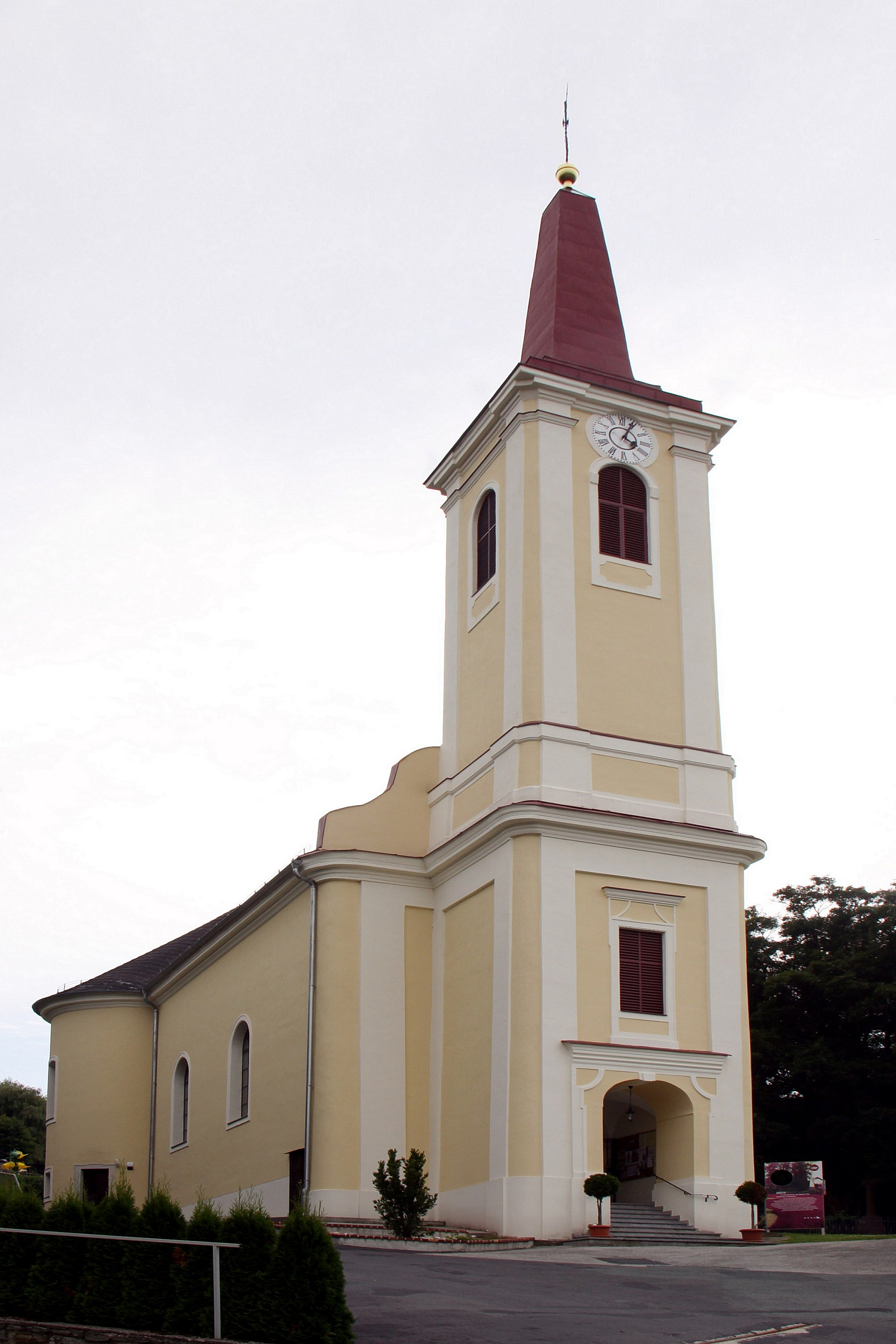
Katholische Pfarrkirche Rotenturm an der Pinka

- Schloss Rotenturm: Das im maurisch-byzantinischen Stil erbaute Schloss Rotenturm ist eines der bedeutendsten historischen Landschlösser im Burgenland.
- Katholische Pfarrkirche Rotenturm an der Pinka Allerheiligen: Im Jahr 1402 soll schon die erste Kirche gestanden sein. Laut Visitationsbericht vom März 1697 stand die Kirche auf einem Berghang zu Ehren Allerheiligen. Die Kirche hatte einen hölzernen Turm, der mit Schindeln bedeckt war. 1759 ließ Graf Ludwig Erdődy die Kirche umbauen. Im Jahre 1819 wurde der Turm mit Hilfe der Herrschaft aus Stein neu aufgebaut. Die barocke Einrichtung der Kirche ist mit modernen Elementen verbunden, sodass heute Altes und Neues zu sehen ist. Von der barocken Einrichtung ist das Hochaltarbild Allerheiligen zu erwähnen. Es wurde im Jahr 1662 vom Schlossherren anlässlich einer Italienreise erworben und nach Rotenturm gebracht. In der Kirche befindet sich weiters eine lebensgroße Muttergottesstatue mit Kind. Diese ist besonders wertvoll, da sie aus Carrara-Marmor gefertigt wurde. Erwähnt ist weiters, dass heute unter der Kanzel der sogenannte „Budapester Königskrönungsstuhl“ aus dem Jahre 1916 steht. Auf ihm kniete der letzte ungarische König Karl IV. als er gekrönt wurde. Aufgrund der Freundschaft von Karl IV. und dem Grafen Thomas Erdődy (Adjutant von Karl IV.) kam dieser Betstuhl – er stand ursprünglich im Schloss – nach Rotenturm. Die Kirche wurde im Jahr 1992 generalsaniert.
- Evangelische Pfarrkirche Siget in der Wart
- Katholische Filialkirche Siget in der Wart
- Katholische Filialkirche Spitzzicken

## Wirtschaft und Infrastruktur
In den Jahren 1999 bis 2010 nahm die Anzahl der landwirtschaftlichen Betriebe um fast die Hälfte ab. Von den 36 Betrieben des Jahres 2011 waren sechs Haupterwerbsbetriebe.
| Wirtschaftssektor            | Anzahl Betriebe | Anzahl Betriebe | Erwerbstätige | Erwerbstätige |
| Wirtschaftssektor            | 2011            | 2001            | 2011          | 2001          |
| ---------------------------- | --------------- | --------------- | ------------- | ------------- |
| Land- und Forstwirtschaft 1) | 36              | 68              | 14            | 13            |
| Produktion                   | 13              | 12              | 88            | 91            |
| Dienstleistung               | 61              | 37              | 162           | 131           |

1) Betriebe mit Fläche in den Jahren 2010 und 1999
Die Bahnstrecke der Pinkatalbahn wurde von Land Burgenland gekauft, bis Rotenturm an der Pinka für den Güterverkehr saniert und im Juni 2020 die neue Holzverladestelle der Bahn von Oberwart nach Rotenturm verlegt werden.

## Politik

### Gemeinderat

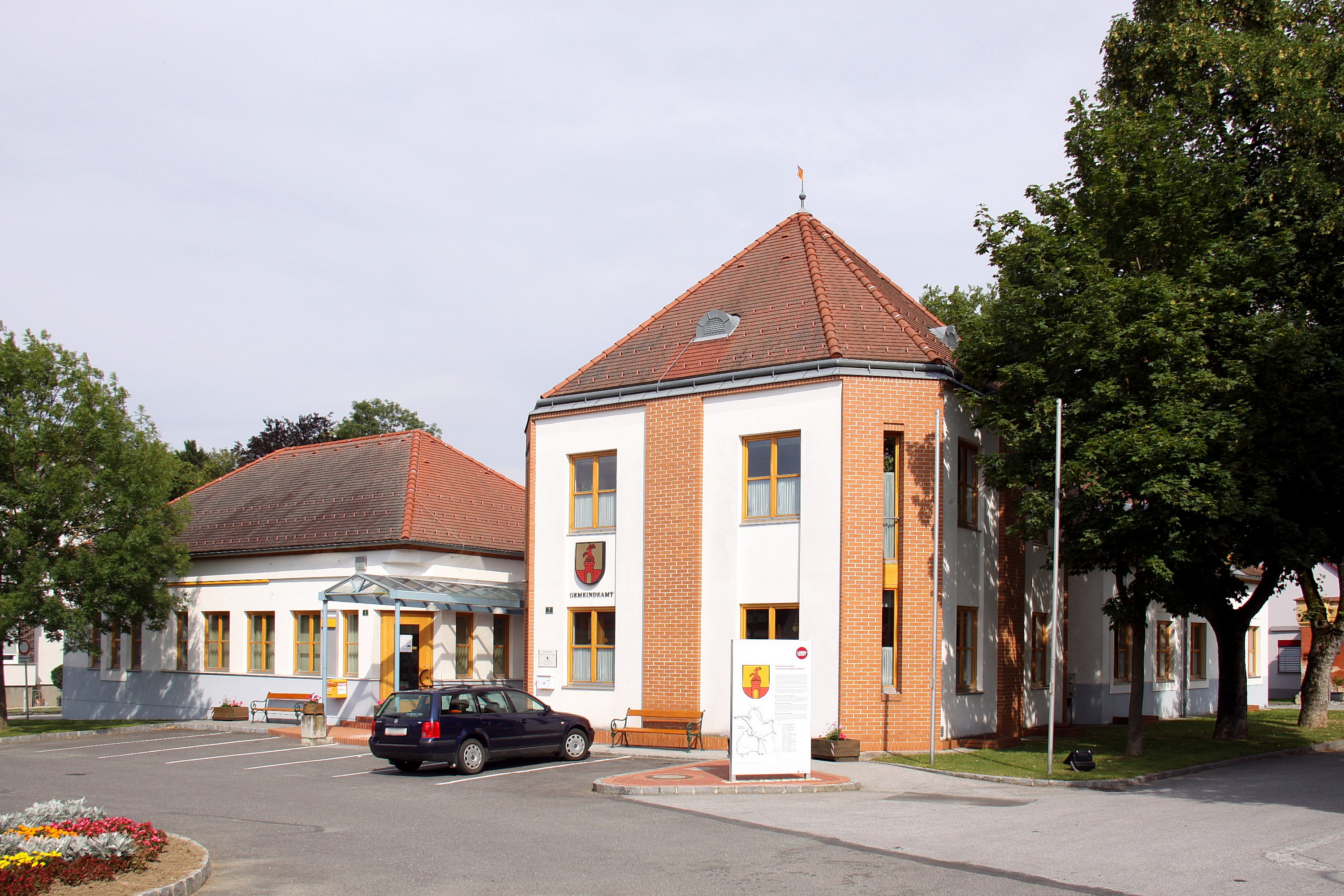
Gemeindeamt Rotenturm an der Pinka

Der Gemeinderat umfasst aufgrund der Anzahl der Wahlberechtigten insgesamt 19 Mitglieder.
| Partei          | 2022             | 2022             | 2022             | 2017             | 2017             | 2017             | 2012             | 2012             | 2012             | 2007             | 2007             | 2007             | 2002    | 2002    | 2002    | 1997    | 1997    | 1997    |
| Partei          | Sti.             | %                | M.               | Sti.             | %                | M.               | Sti.             | %                | M.               | Sti.             | %                | M.               | Sti.    | %       | M.      | Sti.    | %       | M.      |
| --------------- | ---------------- | ---------------- | ---------------- | ---------------- | ---------------- | ---------------- | ---------------- | ---------------- | ---------------- | ---------------- | ---------------- | ---------------- | ------- | ------- | ------- | ------- | ------- | ------- |
| SPÖ             | 769              | 78,39            | 15               | 651              | 66,63            | 13               | 658              | 65,41            | 13               | 555              | 54,95            | 10               | 629     | 60,19   | 12      | 441     | 47,93   | 10      |
| ÖVP             | 212              | 21,61            | 4                | 326              | 33,37            | 6                | 348              | 34,59            | 6                | 455              | 45,05            | 9                | 388     | 37,13   | 7       | 351     | 38,15   | 7       |
| FPÖ             | nicht kandidiert | nicht kandidiert | nicht kandidiert | nicht kandidiert | nicht kandidiert | nicht kandidiert | nicht kandidiert | nicht kandidiert | nicht kandidiert | nicht kandidiert | nicht kandidiert | nicht kandidiert | 28      | 2,68    | 0       | 128     | 13,91   | 2       |
| Wahlberechtigte | 1286             | 1286             | 1286             | 1225             | 1225             | 1225             | 1245             | 1245             | 1245             | 1254             | 1254             | 1254             | 1238    | 1238    | 1238    | 1184    | 1184    | 1184    |
| Wahlbeteiligung | 83,36 %          | 83,36 %          | 83,36 %          | 87,76 %          | 87,76 %          | 87,76 %          | 88,51 %          | 88,51 %          | 88,51 %          | 86,60 %          | 86,60 %          | 86,60 %          | 88,77 % | 88,77 % | 88,77 % | 87,16 % | 87,16 % | 87,16 % |

### Bürgermeister
Bürgermeister ist seit der Wahl 2017 Manfred Wagner (SPÖ). Er trat damit die Nachfolge von Josef Halper (SPÖ) an, der seit 2002 der Gemeinde vorstand und 2017 nicht mehr antrat. Um Wagners Kandidatur entwickelten sich Querelen, da Halper außertourlich die Wähler über seinen Nachfolgekandidaten der SPÖ entscheiden lassen wollte. Dabei erreichte Christian Saurer mit 297 die meisten Stimmen vor Manfred Wagner (200) und Wolfgang Werderits (186). Nachdem Saurer massiven Protesten innerhalb der Partei ausgesetzt war, entschloss er sich nicht zu kandidieren. Anfang Februar 2017 wurde Wagner von der SPÖ aufgestellt. Bei der Bürgermeisterdirektwahl am 1. Oktober 2017 setzte sich Wagner mit 70,57 % der Stimmen durch. Die Kandidatin der ÖVP, Maria Samer, erreichte 29,43 %.
Bei der Wahl 2022 wurde Manfred Wagner mit 84,30 Prozent der Stimmen im Amt bestätigt.

## Persönlichkeiten

### Söhne und Töchter der Gemeinde
- Elemér Schwartz (1890–1962), Sprachwissenschaftler und Hochschullehrer
- Franz Pomper (1931–2007), Politiker
- Josef Dirnbeck (* 1948), Buchautor und Theaterregisseur

### Mit der Gemeinde verbundene Persönlichkeiten
- Christian Drobits (* 1968), Politiker (SPÖ)
- Lukas Lach (* 1993), Musikproduzent und Songwriter